# Radio Waddenzee
Radio Waddenzee was een Nederlands radiostation dat van 12 mei 2005 tot juni 2015 op de middengolf uitzond vanuit Harlingen .

## Geschiedenis
Het radiostation werd opgericht door voormalig Radio Caroline diskjockey Sietse Brouwer. Radio Waddenzee zond vanaf 13 mei 2005 uit vanaf een antennemast in Finkum van 7.00 tot 19.00 uur met een zendvermogen van 0,8 kW uit op de middengolffrequentie 1602 kHz. In 2007 werd de zendinstallatie, bestaande uit twee masten met tussen de beide toppen een verbinding naar de eigenlijke zender, in Pietersbierum in gebruik genomen. Radio Seagull nam 's avonds en 's nachts (19.00-7.00 uur) de middengolfuitzendingen over.
Radio Waddenzee profileerde zich enige tijd als 'groene' zender met aandacht voor duurzaamheid en maatschappelijk verantwoord ondernemen. De programma's waren onder andere gericht op de toeristen die het Waddengebied bezoeken.
Er werd op zijn tijd vanaf een oud Engels lichtschip, de Jenni Baynton alias de LV8, uitgezonden. Het studiosignaal werd "opgestuurd" naar de zendinstallatie te Pietersbierum en vandaar uitgezonden. Op 28 juli 2007 om 14.00 uur werd de nieuw scheepsstudio op de Jenni Baynton officieel geopend. Er waren een aantal jaren nieuwsbulletins te horen op de hele uren. In 2007 is een zender aan boord geplaatst, zodat er ook rechtstreeks vanaf de Jenni Baynton kon worden uitgezonden.
Begin mei 2008 zond Radio Waddenzee buitengaats uit, rechtstreeks vanaf toen nog hun zendschip dat destijds aan een boei lag in de Waddenzee nabij het vogeleiland Griend. Radio Waddenzee herhaalde dit in 2009. De laatste uitzending op 1602 kHz vanaf Jenni Baynton was, na eerst weer nabij Griend te hebben gelegen, tijdens Oerol 2011 in de haven van West-Terschelling.
In juli 2012 werd Radio Waddenzee overgenomen door Willem Rense Post en was het station gevestigd in Urk. Naar verluidt wegens tegenvallende reclame-inkomsten stopte Radio Waddenzee de uitzendingen op 29 juni 2013 om 19.00 uur.
Op 21 april 2014 hervatte Radio Waddenzee zijn uitzendingen van 7.00 tot 19.00 uur op 1602 kHz AM. Radio Seagull, dat in de tussentijd het gehele etmaal op deze 1602 kHz uitzond, zond vanaf toen alleen nog van 19.00 tot 7.00 uur Nederlandse tijd uit op deze frequentie.
Op 31 mei 2015 werden de uitzendingen gestaakt en werd de middengolffrequentie overgedragen aan KBC Radio. Van 1 juli 2018 tot 1 oktober 2018 zond Cyber Gold hierop uit en vanaf 1 oktober 2018 Radio0511. Wel is al die jaren t/m heden van 19.00 tot 7.00 uur Nederlandse tijd steeds Radio Seagull hierop te horen.